# Nicholas Bunkerd Kitbamrung
El beato Nicholas Bunkerd Kitbamrung (en tailandés:  นิโคลาส บุญเกิด กฤษบำรุง ; RTGS : Bunkoet Kritbamrung; 31 de enero de 1895 - 12 de enero de 1944) fue un sacerdote católico tailandés. Kitbamrung estudió durante casi dos décadas antes de su ordenación,etapa en la que comenzó el trabajo pastoral como asistente de dos sacerdotes en las provincias tailandesas. Pronto se convirtió en un destacado catequista que instruyó a los seminaristas salesianos al enseñarles a los sacerdotes salesianos el idioma tailandés. Fue encarcelado en 1941 cuando las autoridades tailandesas lo acusaron de espionaje y colaboración con los franceses (contra quienes los tailandeses eran hostiles) y murió en 1944 de tuberculosis después de largos períodos de maltrato.
La beatificación se celebró el 5 de marzo de 2000 en la Plaza de San Pedro.

## Biografía

### Camino al sacerdocio
Nicholas Bunkerd Kitbamrung nació el 31 de enero de 1895 en Nakhon Pathom como uno de los seis hijos de Joseph Poxang y Agnes Thiang Kitbamrung; algunas fuentes sugieren que nació el 28 de febrero, aunque el registro de bautismo de su parroquia lo discute. Ambos padres se convirtieron a la fe. Kitbamrung recibió el bautismo el 5 de febrero en la parroquia de San Pedro del Padre (y futuro obispo) René-Marie-Joseph Perros con el nombre "Benedicto".
Comenzó sus estudios eclesiales en Hang Xan en el Instituto eclesial del Sagrado Corazón en 1908 (1908-1916) y completó un período en el que trabajó como catequista en 1920. Continuó sus estudios en el extranjero en 1920 en el Instituto eclesial de Penang y concluyó en 1925 donde recibió las órdenes menores (agosto de 1924), así como tanto el subdiaconato (agosto de 1925) y el diaconado (septiembre de 1925).

### Vida misionera
Recibió su ordenación al sacerdocio el 24 de enero de 1926 en la Catedral de la Asunción en Bangkok del obispo René-Marie-Joseph Perros. Su primera asignación después de su ordenación fue trabajar como pastor asistente en la parroquia de Bang Nok Kheuk en la provincia de Samut Songkhram junto con el padre Durand (párroco de la iglesia de Bang Nokkhuek). En 1928 fue transferido a Phitsanulok, donde enseñó el idioma tailandés a los sacerdotes salesianos mientras daba catequesis a sus dieciséis seminaristas. Fue en este momento que aprendió el dialecto chino Hakka.
Kitbamarung ayudó a los salesianos después de su llegada el 26 de octubre de 1927 a Tailandia, en Siam. El 1 de enero de 1928, la misión que lideró Durand y Kitbamrung terminó después que los Salesianos hubieran aprendido el idioma. En vista de esto, fue nombrado pastor asociado del sacerdote francés Mirabel en 1929, que acababa de llegar a Tailandia. En 1930, Mirabel amplió su trabajo al norte de Siam y le pidió al obispo Perros que enviara un sacerdote como su reemplazo, ya que quería que Kitbamrung trabajara con él en el norte. Los dos comenzaron en Lampang, pero Mirabel cambió de parecer y quería que Kitbamrung trabajara allí mientras Mirabel viajaba más al norte. Fue allí donde él continuó evangelizando e incluso ayudó a sus compañeros sacerdotes con sus deudas financieras.
En 1930 fue enviado al norte de Vietnam para trabajar en las misiones allí y luego hizo lo mismo más tarde en Chiang Mai, en el norte de Tailandia, donde iba a ayudar a los católicos rezagados y a re-evangelizar la región. Luego fue enviado al distrito de Khorat para participar más en la catequesis y la evangelización, mientras él mismo evangelizaba tierras casi inexploradas a lo largo de la frontera de Laos en 1937.

## Persecución
Kitbamrung luchó por la libertad de culto y el derecho a profesar la fe en una cultura budista, pues el gobierno tailandés era budista (y prefería el budismo). Las autoridades miraron a Kitbamrung con sospecha y lo acusaron de colaborar con los franceses (a quienes los tailandeses eran hostiles).
En la guerra francesa de Indochina, fue acusado de actuar como informante de Francia (espionaje) y fue arrestado por esto el 12 de enero de 1941 mientras se encontraba en la parroquia de Santa Teresa. Pero antes de su arresto, fue a la iglesia de San José en Ban Han el 11 de enero para reunirse con el padre Ambrosio Kin Minlukum (su pastor), pero descubrió que no estaba allí. En su lugar, reunió a los feligreses para recordarles que asistieran a la siguiente misa que presidiría él mismo. Tocó el timbre a la mañana siguiente a las 8:30 a. m., lo que fue el detonante para que las autoridades lo arrestaran. Kitbamrung fue procesado por "rebelión contra el reino" y encarcelado en la prisión de Bang Khwang. Fue condenado a más de una década de prisión (habría estado en prisión hasta 1956 si hubiera sobrevivido) donde bautizó a 68 compañeros de prisión y les predicó el Evangelio.

## Muerte
Murió debido a la tuberculosis, que contrajo en prisión, en 1944 en Bangkok. Se le negó el tratamiento médico porque era católico. Kitbamrung recitaba rosarios con frecuencia, ya que encontraba consuelo al hacerlo. Sus restos ahora están enterrados bajo el altar principal en la Catedral de la Asunción en Bangkok.

## Beatificación
A partir de 1992, los fieles de Bangkok comenzaron a presionar a la archidiócesis para iniciar la causa de la beatificación del difunto sacerdote. La solicitud formal fue enviada a la Congregación para las Causas de los Santos en Roma que aceptó la solicitud. La causa comenzó el 7 de marzo de 1995 después de que la CCS declarara "nihil obstat" (sin objeciones) a la causa y tituló Kitbamrung como un Siervo de Dios. El proceso diocesano duró poco más de una semana en un breve proceso diocesano que el cardenal arzobispo de Bangkok Michael Michai Kitbunchu supervisó del 13 al 23 de enero de 1998; La CCS validó este proceso unos meses después, el 29 de mayo, antes de recibir la Positio para su evaluación en 1999.
Los teólogos confirmaron la causa el 29 de octubre de 1999, al igual que los miembros cardinales y obispos de la CCS, tres meses después, el 11 de enero de 2000. La confirmación de su beatificación llegó una semana después, el 27 de enero, después de que el Papa Juan Pablo II confirmó que Kitbamrung murió "ex aerumnis carceris" (de las dificultades del encarcelamiento) debido al intenso odio que existía hacia la fe de Kitbamrung. Juan Pablo II beatificó a Kitbamrung en la Plaza de San Pedro el 5 de marzo de 2000.